# Championnat d'Europe 2014 de football américain
Navigation
2010 2018 NY
2018 PA
Le Championnat d'Europe 2014 de football américain (en anglais, 2014 IFAF European Championship) est la 13e édition du Championnat d'Europe de football américain. Il s'agit d'une compétition continentale de football américain mettant aux prises les sélections nationales européennes affiliées à l'IFAF Europe.
Le tournoi a lieu en Autriche à St. Pölten, Graz, Vienne du 30 mai 2014 au 7 juin 2014.
Le format de ce championnat est un format de qualifications et non plus un format de groupes avec montées et descentes comme auparavant.
C'est l'équipe d'Allemagne qui remporte la compétition pour la troisième fois de son histoire, la seconde consécutive puisqu'elle en était la tenante du titre.

## Qualifications - Poule C en 2012 (Suisse-Autriche)
| Date                    | Gagnant                 | Score                          | Perdant                 | Remarque                |
| Match pré-qualificatif. | Match pré-qualificatif. | Match pré-qualificatif.        | Match pré-qualificatif. | Match pré-qualificatif. |
| ----------------------- | ----------------------- | ------------------------------ | ----------------------- | ----------------------- |
| 4 août                  | Russie                  | 46 - 0                         | Biélorussie             | -                       |
| Demi-finales            |                         |                                |                         |                         |
| 14 août                 | Serbie                  | 21 - 14 (0-0, 14-6, 7-8, 0-0)  | Pays-Bas                | -                       |
| 14 septembre            | Suisse                  | 20 - 19 (7-0, 0-13, 13-0, 0-6) | Russie                  | 700 spectateurs         |
| Match pour la 3e place  |                         |                                |                         |                         |
| 16 septembre            | Pays-Bas                | 17 - 15 (0-3, 0-6, 10-0, 7-6)  | Russie                  | -                       |
| Match pour la 1re place |                         |                                |                         |                         |
| 16 septembre            | Serbie                  | 20 - 14 (13-0, 7-7, 0-0, 0-7)  | Suisse                  | -                       |

L'équipe de Serbie se qualifie pour le tour suivant (Poule B, Division II européenne).

## Qualifications - Poule B en 2013 (Italie)
| Gr. | Date        | Gagnant            | Score                           | Perdant            | Remarque          |
| --- | ----------- | ------------------ | ------------------------------- | ------------------ | ----------------- |
| A   | 31 août     | Danemark           | 38 - 10 (8-7, 14-0, 16-0, 0-3)  | Serbie             | 400 spectateurs   |
| B   | 31 août     | Espagne            | 70 - 55 (0-14, 0-21, 0-7, 7-13) | Italie             | 2 000 spectateurs |
| A   | 2 septembre | Serbie             | 90 - 13 (0-3, 3-0, 6-3, 0-7)    | République tchèque | -                 |
| B   | 2 septembre | Royaume-Uni        | 58 - 06                         | Espagne            | -                 |
| A   | 4 septembre | République tchèque | 0 - 34 (0-10, 0-7, 0-7, 0-10)   | Danemark           | -                 |
| B   | 4 septembre | Italie             | 20 - 16 (3-0, 3-3, 0-6, 14-7)   | Royaume-Uni        | -                 |

| N° | Équipe      | % V.  | N.M. | V | D | N | P  | C   |
| -- | ----------- | ----- | ---- | - | - | - | -- | --- |
| 1  | Italie      | 1.000 | 2    | 2 | 0 | 0 | 75 | 023 |
| 2  | Royaume-Uni | .500  | 2    | 1 | 1 | 0 | 74 | 026 |
| 3  | Espagne     | .000  | 2    | 0 | 2 | 0 | 13 | 113 |

| N° | Équipe             | % V.  | N.M. | V | D | N | P  | C  |
| -- | ------------------ | ----- | ---- | - | - | - | -- | -- |
| 1  | Danemark           | 1.000 | 2    | 2 | 0 | 0 | 72 | 10 |
| 1  | République tchèque | .500  | 2    | 1 | 1 | 0 | 13 | 43 |
| 1  | Serbie             | .000  | 2    | 0 | 2 | 0 | 19 | 51 |

| Date                    | Gagnant                | Score                  | Perdant                |
| Finale 5e et 6e places  | Finale 5e et 6e places | Finale 5e et 6e places | Finale 5e et 6e places |
| ----------------------- | ---------------------- | ---------------------- | ---------------------- |
| 7 septembre             | Serbie                 | 30 - 0                 | Espagne                |
| Finale 3e et 4e places  |                        |                        |                        |
| 7 septembre             | Grande-Bretagne        | 23 - 14                | République tchèque     |
| Finale 1re et 2e places |                        |                        |                        |
| 7 septembre             | Danemark               | 49 - 29                | Italie                 |

L'équipe du Danemark se qualifie pour le tournoi final (Poule A ou Division I européenne) et l'équipe d'Espagne retombe en Poule C (Division III européenne).

## Le 2014 IFAF European Championship
| - Allemagne - membre Poule A - Finlande - membre Poule A - Suède - membre Poule A | - Autriche - membre Poule A - France - membre Poule A - Danemark - qualifié de la Poule B |

| Gr. | Date     | Kickoff         | Lieu        | Gagnant   | Score   | Perdant  |
| --- | -------- | --------------- | ----------- | --------- | ------- | -------- |
| A   | 30 mai   | 10 h 15 locales | St. Poelten | Allemagne | 47 - 07 | Finlande |
| B   | 31 mai   | 18 h 45 locales | Graz        | Autriche  | 49 - 07 | Danemark |
| A   | 1er juin | 11 h 15 locales | St. Polten  | Finlande  | 16 - 13 | Suède    |
| B   | 2 juin   | 18 h 55 locales | Graz        | France    | 65 - 0  | Danemark |
| A   | 3 juin   | 18 h 55 locales | St. Polten  | Allemagne | 52 - 40 | Suède    |
| B   | 4 juin   | 18 h 45 locales | Graz        | Autriche  | 28 - 09 | France   |

| N° | Équipe    | % V.  | N.M. | V | D | N | P  | C  |
| -- | --------- | ----- | ---- | - | - | - | -- | -- |
| 1  | Allemagne | 1.000 | 2    | 2 | 0 | 0 | 99 | 47 |
| 2  | Finlande  | .500  | 2    | 1 | 1 | 0 | 23 | 60 |
| 3  | Suède     | .000  | 2    | 0 | 2 | 0 | 53 | 68 |

| N° | Équipe   | % V.  | N.M. | V | D | N | P  | C   |
| -- | -------- | ----- | ---- | - | - | - | -- | --- |
| 1  | Autriche | 1.000 | 2    | 2 | 0 | 0 | 77 | 016 |
| 2  | France   | .500  | 2    | 1 | 1 | 0 | 74 | 028 |
| 3  | Danemark | .000  | 2    | 0 | 2 | 0 | 07 | 114 |

| Date                    | Kickoff                | Lieu                   | Gagnant                | Score                  | Perdant                |
| Finale 5e et 6e places  | Finale 5e et 6e places | Finale 5e et 6e places | Finale 5e et 6e places | Finale 5e et 6e places | Finale 5e et 6e places |
| ----------------------- | ---------------------- | ---------------------- | ---------------------- | ---------------------- | ---------------------- |
| 6 juin                  | 19 h 0 locales         | Vienne                 | Suède                  | 24 - 17                | Danemark               |
| Finale 3e et 4e places  |                        |                        |                        |                        |                        |
| 7 juin                  | 18 h 45 locales        | Vienne                 | France                 | 35 - 21                | Finlande               |
| Finale 1re et 2e places |                        |                        |                        |                        |                        |
| 7 juin                  | 10 h 15 locales        | Vienne                 | Allemagne              | 30 AP 27               | Autriche               |

L'équipe d'Allemagne remporte le titre et l'équipe du Danemark retombe en Poule B (Division II européenne).